# SK Tirana
Der Sport Klub Tirana ist ein albanischer Sportverein aus der Hauptstadt Tirana. Er ist in zwölf verschiedene Disziplinen untergliedert.

## Geschichte
Der Sport Klub Tirana wurde am 15. August 1920 von einer Gruppe Intellektueller gegründet. Als zweiter Sportverein des Landes nach Vllaznia Shkodra waren die Aktivitäten anfangs – mangels Gegner – noch mehr gesellschaftlich als Wettkampf. Neben gemeinsamen Fußballspiel gehörten Ausflüge dazu: Wanderungen auf dem Dajti, Fahrradtouren und Baden in den Flüssen Tirana und Erzen.
Gespielt wurde in der Zwischenkriegszeit auf dem Shallvareve-Feld am Ort des heutigen Rinia-Parks. 1930 erhielt das Fußballfeld eine Aschenbahn. 1946 stand in Tirana mit dem neuen Qemal-Stafa-Stadion ein richtiges Stadion zur Verfügung.
Der Club änderte unter den verschiedenen Regierungssystemen wiederholt seinen Namen. Zu kommunistischen Zeiten wurde er in 17. Nëntori Tirana umbenannt – nach der Befreiung Tiranas von der Wehrmacht. Zwischendurch erhielt der Sportverein für ein paar Jahre wie fast alle albanischen Vereine den Namenszusatz Puna: das albanische Wort für Arbeit. Dem mit dem Bürgertum verbundenen Club standen im Arbeiterstaat schwere Zeiten an mit vielen Behinderungen durch die Behörden, damit andere Vereine einfacher Erfolge erreichen konnten.
Im Verlauf der über 100-jährigen Geschichte des Clubs kamen verschiedene Sportarten hinzu und verschwanden wieder. So wurden zwischenzeitlich auch Fußball und Tennis im Verein gespielt.
Der Fußballverein KF Tirana ist 2011 herausgelöst und zu einer Aktiengesellschaft gewandelt worden, die zu Beginn weiterhin der Stadt gehörte.

## Sportarten
| Disziplin      | Team                            |
| -------------- | ------------------------------- |
| Basketball     | Tirana Neptun (Männer & Frauen) |
| Volleyball     | KV Tirana (Männer & Frauen)     |
| Boxen          | Klubi Boks Tirana               |
| Gewichtheben   | SK Tirana                       |
| Leichtathletik | SK Tirana                       |
| Schwimmen      | SK Tirana                       |
| Radsport       | SK Tirana                       |
| Judo           | Judo Tirana                     |
| Ringen         | SK Tirana                       |
| Taekwondo      | SK Tirana                       |
| Schießen       | SK Tirana                       |
| Schach         | SK Tirana                       |

(Stand 2022)

### Basketball
Basketball wird in Tirana seit den 1920er Jahren gespielt, seit 1947 spielen auch Frauen. Mit über 70 aktiven Sportlern ist es die größte Sektion des Vereins.
Die Männermannschaft hat über 20 nationale Meisterschaften gewonnen (1946, 1948, 1949, 1950, 1957, 1961, 1962, 1963, 1964/65, 1970/71, 1998/99, 2000/01, 2001/02, 2007/08, 2008/09, 2009/10, 2010/11, 2011/12, 2016/17, 2017/18) und mindestens 18 Mal den Cupfinal (1956, 1957, 1960, 1961, 1962, 1965, 1966, 1967, 1968, 1969, 1970, 1971, 1972, 1977, 1978, 1980, 1985, 1987, 1990, 1994, 1996, 1998, 2006, 2013, 2018, 2019).
Die Frauenmannschaft verzeichnet sogar 41 Meisterschaftsgewinne (1947, 1948, 1949, 1950, 1951, 1952, 1953, 1954, 1955, 1956, 1957, 1958, 1959, 1960, 1961, 1962, 1963, 1964, 1966, 1968, 1969, 1970, 1971, 1972, 1973, 1974, 1976, 1982, 1983, 1986, 1987, 1988, 1991, 1992, 1993, 1994, 1995, 1997, 1998, 1999, 2019) und 26 Cup-Siege (1956, 1957, 1960, 1961, 1962, 1965, 1966, 1967, 1968, 1969, 1970, 1971, 1972, 1977, 1978, 1980, 1985, 1987, 1990, 1994, 1996, 1998, 2006, 2013, 2018, 2019).

### Boxen
Der Boxclub, gegründet in den späten 1960er Jahren, zählt mit 55 Mitgliedern zu den größeren Sektionen. Es sind schon diverse nationale Meister hervorgegangen.

### Gewichtheben
Die Ursprünge des Gewichthebens in Albanien gehen  auf den SK Tirana zurück, der Ende der 40er Jahre diese Sektion gründete. International erfolgreiche Wettkämpfer wie Ymer Pampuri, Pirro Dhima, Luan Shabani, Erkand Qerimaj, Daniel Godolli und Briken Calja gehörten respektive gehören SK Tirana an. Zusammen haben sie schon weit über 100 nationale Titel erlangt. Aktuell trainieren 25 Sportler als Club-Mitglieder.

### Judo
Die Judo-Sektion ist die jüngste des Vereins, 2016 gegründet. Sie hat aber rund 70 Mitglieder und zählt damit zu den größten Sektionen. Die Sportler konnten schon ein Dutzend nationale Titel gewinnen.

### Leichtathletik
Leichtathletikaktivitäten bei SK Tirana gehen auf das Ende der 1920er Jahre zurück. Heute sind rund zwei Dutzend Sportler aktiv. Dazu gehören die aktuell besten albanischen Leichtathleten, Luiza Gega und Izmir Smajlaj und viele weitere national erfolgreiche Athleten wie Relaksa und Redia Dauti, Iljana Beqiri und Paola Shyle.

### Radsport
Radfahren hat eine lange Tradition beim SK Tirana, die bis in die Anfangsjahre zurückgeht. Pirro Angjeli gehörte zu den erfolgreichsten albanischen Radfahrern dieser Zeit. Heute ist die Sektion mit zwölf Mitgliedern eher klein.

### Ringen
Ringen wird beim SK Tirana erst seit der zweiten Hälfte der 1970er Jahre betrieben. Mit fast 70 Mitgliedern ist es eine der größeren Sektionen. Darunter sind mehrere Olympiateilnehmer wie Sahit Prizreni und Selimchan Abakarow sowie die Medaillengewinner Chermen Valiev und Islam Dudaev.

### Schach
Der SK Tirana hat seit der Mitte der 1940er Jahre schon 25 albanische Schachmeister und zwei albanische Schachmeisterinnen hervorgebracht. Die Erfolge ziehen sich bis in die jüngste Gegenwart.

### Schießen
Mit elf aktiven Mitgliedern ist die Ende der 1950er Jahre gegründete Sektion eine der kleinsten des Clubs. Zu den Mitgliedern gehörte auch Afërdita Tusha, Albaniens erste weibliche Olympionikin, und Djana Mata.

### Schwimmen
Der SK Tirana war bei der ersten nationalen Schwimmmeisterschaft 1931, die in Durrës im offenen Meer ausgetragen wurde, vertreten. Seither wurden über 40 nationale Titel gewonnen. Heute schwimmen rund 30 Sportler beim SK Tirana.

### Taekwondo
Mit rund 70 aktiven Frauen und Männern ist dies eine der größten Sektionen des Vereins. Gegründet wurde sie erst 2007.

### Volleyball
Die Volleyball-Sektion wurde 1933 gegründet. 1945 kam das Frauen-Team dazu. Mit rund 70 aktiven Sportlern ist es die zweitgrößte Sektion des Vereins.
Das Männerteam hat bisher neun Meisterschaften gewonnen (1947, 1948, 1949, 1957, 1986/87, 1987/88, 1991/92, 1992/93, 1993/94), die Frauen sogar 20 Meisterschaften (1946, 1948, 1950, 1951, 1952, 1955, 1959, 1961, 1962, 1963, 1964, 1966, 1967, 1968/69, 1991/92, 1993/94, 2007/08, 2008/09, 2009/10, 20/1213). Der Cup konnte die Männermannschaft sechs Mal und zehn Mal die Frauen für sich entscheiden. Das Frauen-Team gehört zu den führenden Teams im Land, hat aber schon seit einigen Jahren keine großen Erfolge mehr erzielen können.